# Franz Heinrich Siesmayer
Franz Heinrich Siesmayer (Maguncia, 26 de abril de 1817 - 22 de diciembre de 1900) fue un botánico, horticultor, y diseñador alemán.
En 1832, complera su formación de jardinero. En 1835 se muda a Fráncfort del Meno y funda con su hermano y su padre una empresa de cultivo de plantas y cuidado de jardines. Así, pronto, Siesmayer se convierte en un virtuoso del arte de la jardinería. Se les debe el "Parque del balneario de Bad Nauheim". Cuando el Duque Adolfo von Nassau le confía en 1866 la venta de su extensa colección de especímenes vegetales, Siesmayer ve cumplirse un anhelado sueño: hacía mucho tiempo que planeaba construir un "Palacio del Sur" en Fráncfort, donde admirar plantas exóticas. En mayo de 1868, crea para tales fines un comité para adquirir los invernaderos de Biebrich, y en agosto se ponen las acciones a la venta con un éxito febril: los ciudadanos de Fráncfort prácticamente se las arrancaban de las manos a la sociedad anónima. Así, Siesmayer compra los especímenes, encarga la obra de construcción y ve cumplirse su sueño.
Además Siesmayer también escribió sobre botánica y narró su experiencia vital en sus memorias: Aus meinem Leben (1892). Ocho años más tarde fallece en Fráncfort del Meno.
- La abreviatura «Siesm., ya no Siesmayer» se emplea para indicar a Franz Heinrich Siesmayer como autoridad en la descripción y clasificación científica de los vegetales.[2]

## Obras

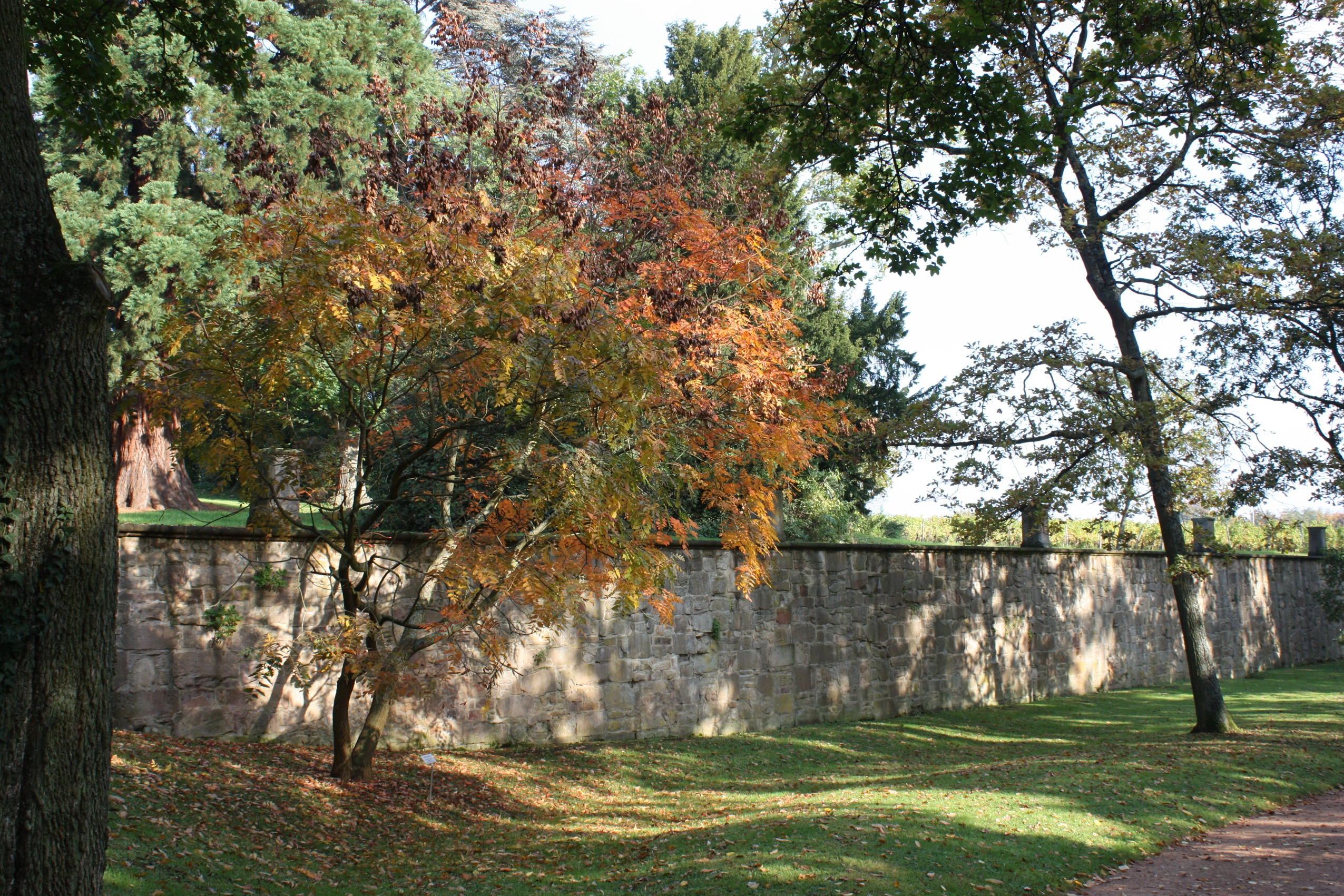
Schloßpark Kirchheimbolanden
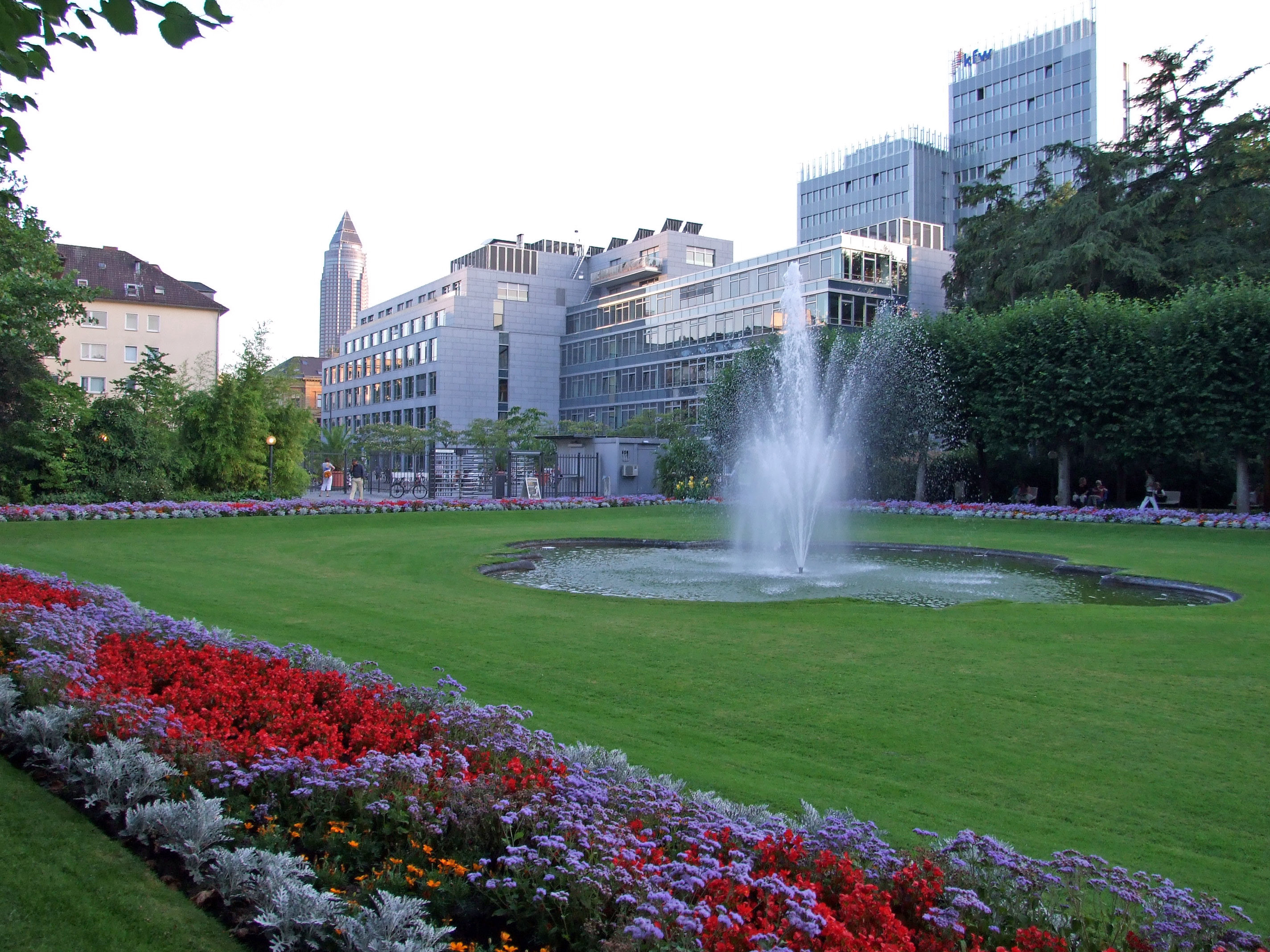
Frankfurter Palmengarten
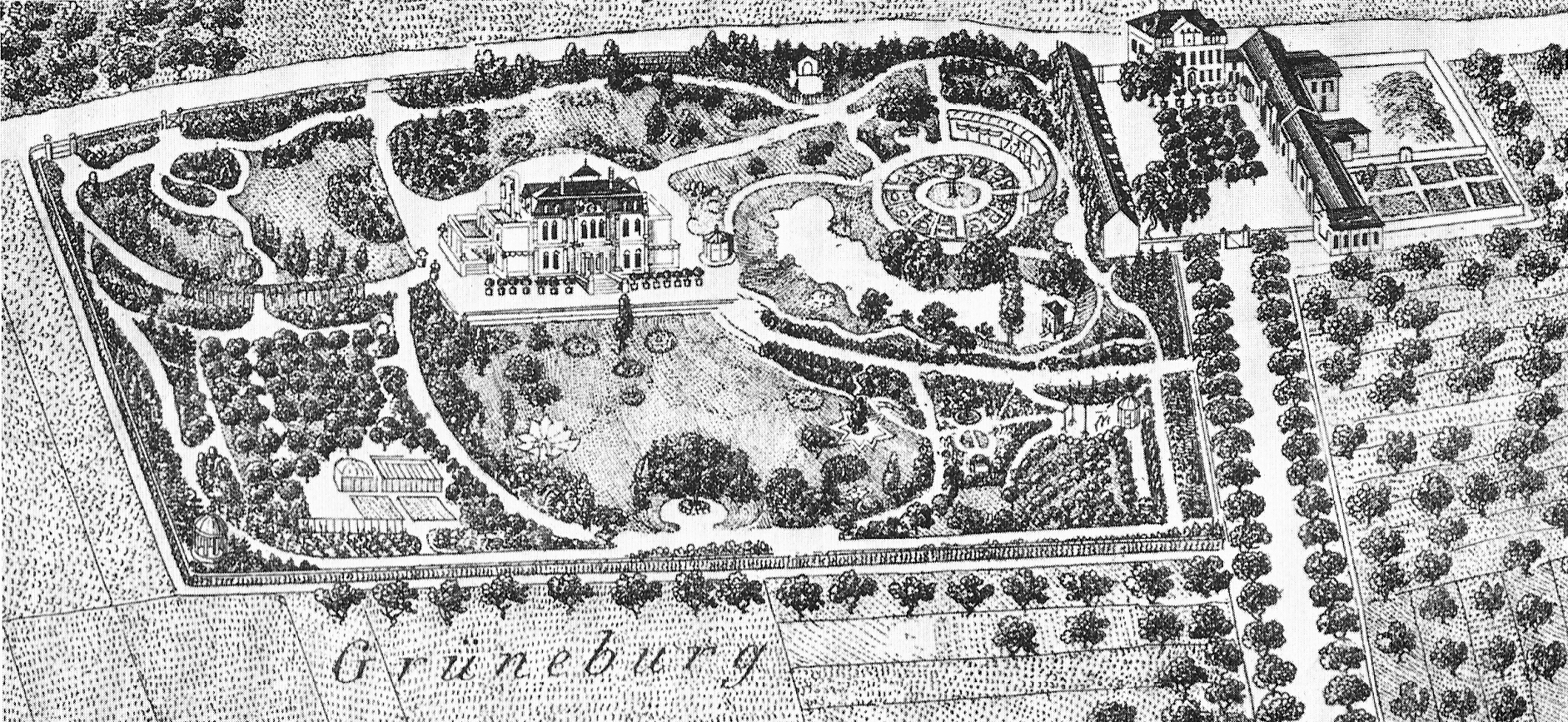
Rothschildschen Grüneburgpark
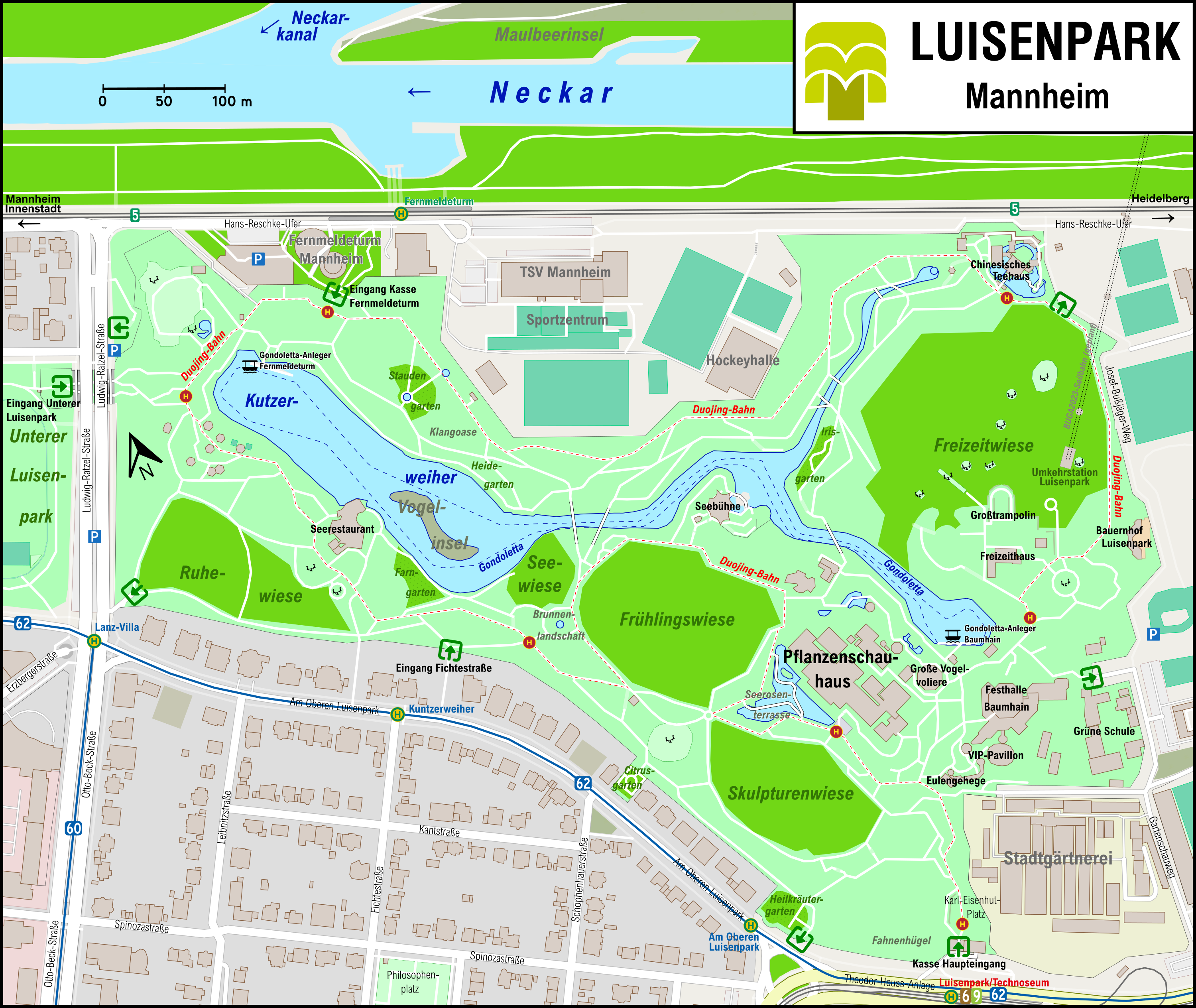
Luisenpark Mannheim
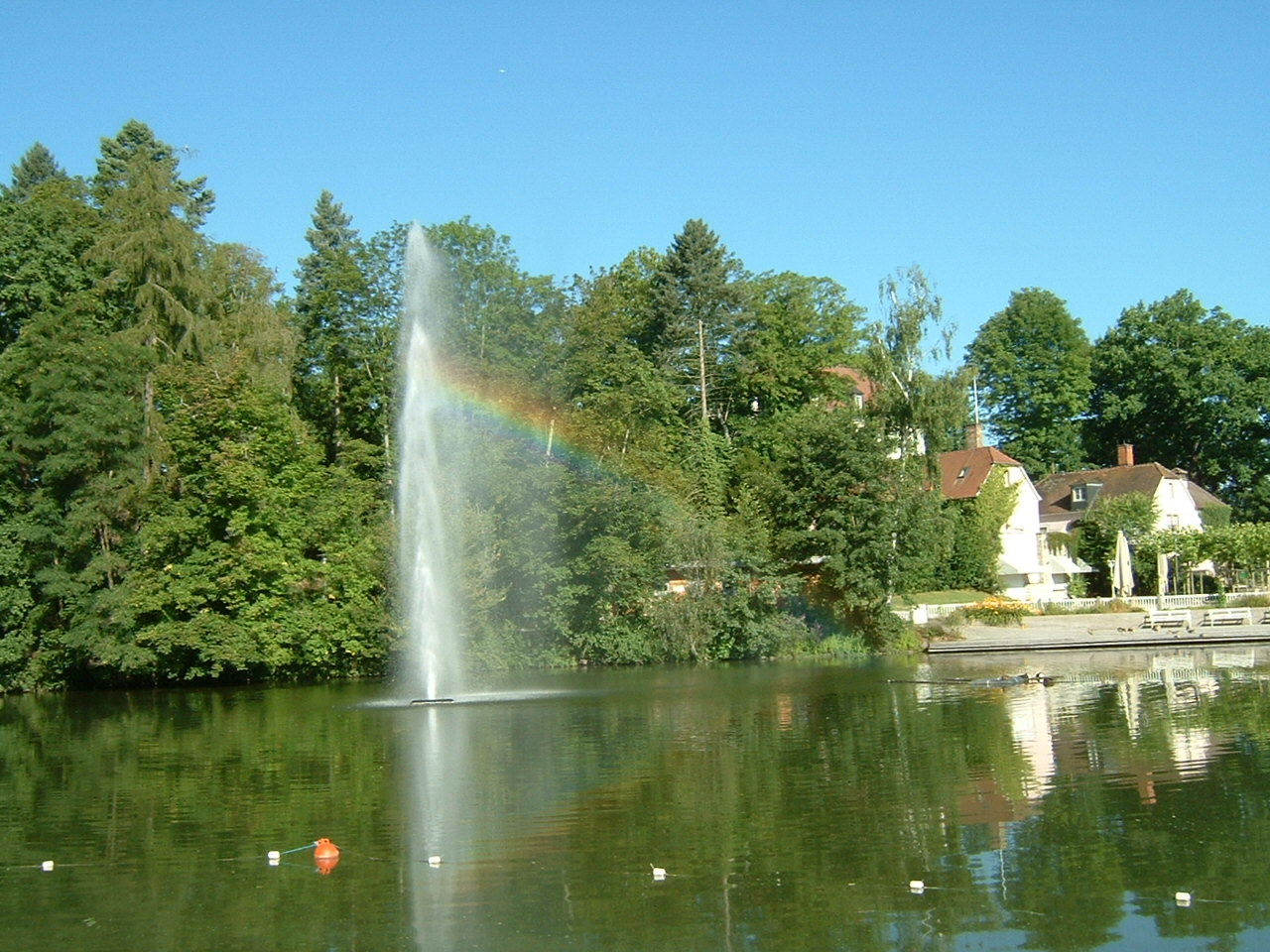
Kurparkanlage Bad Nauheim
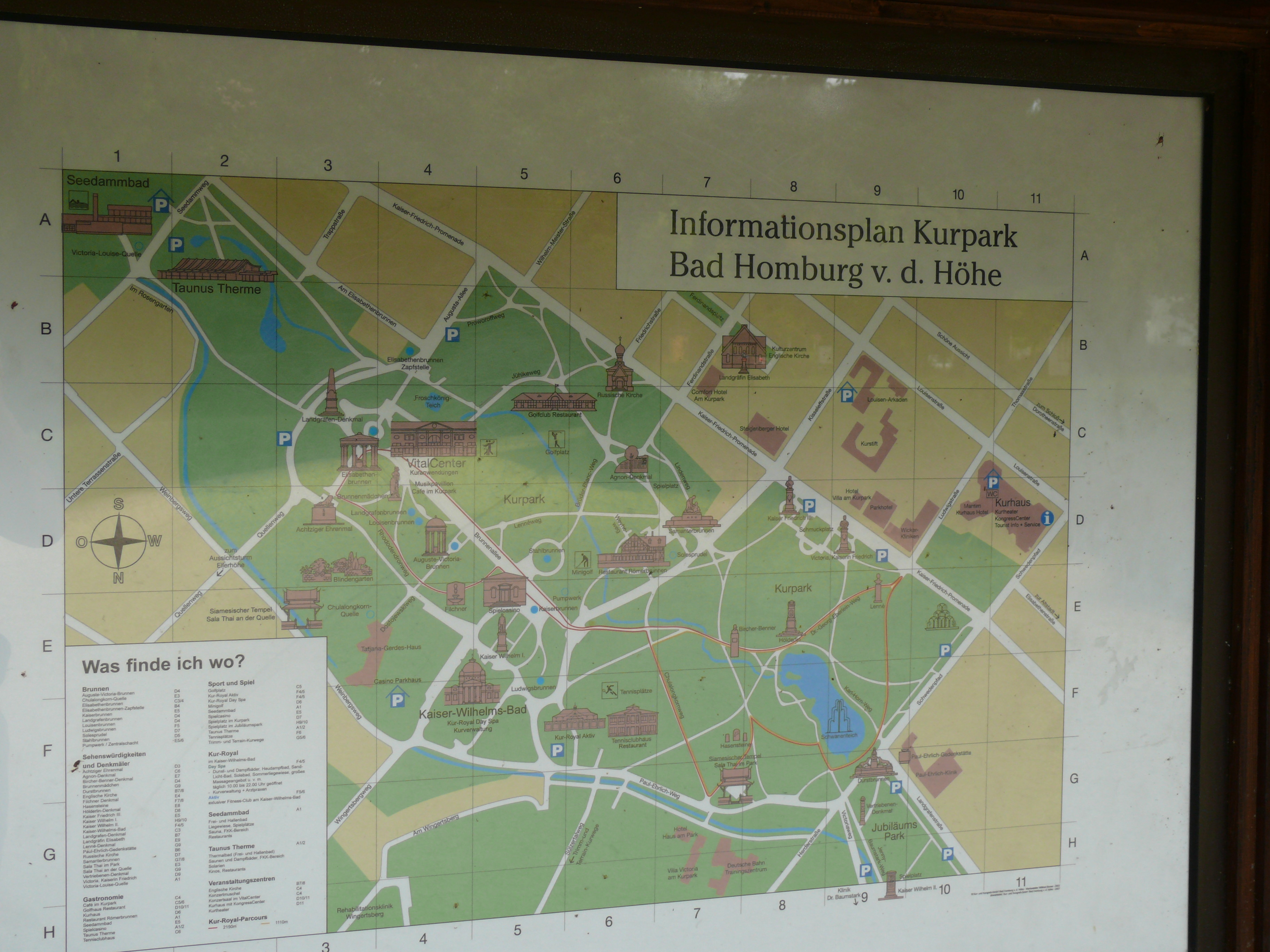
Kurparkanlage Bad Homburg vor der Höhe
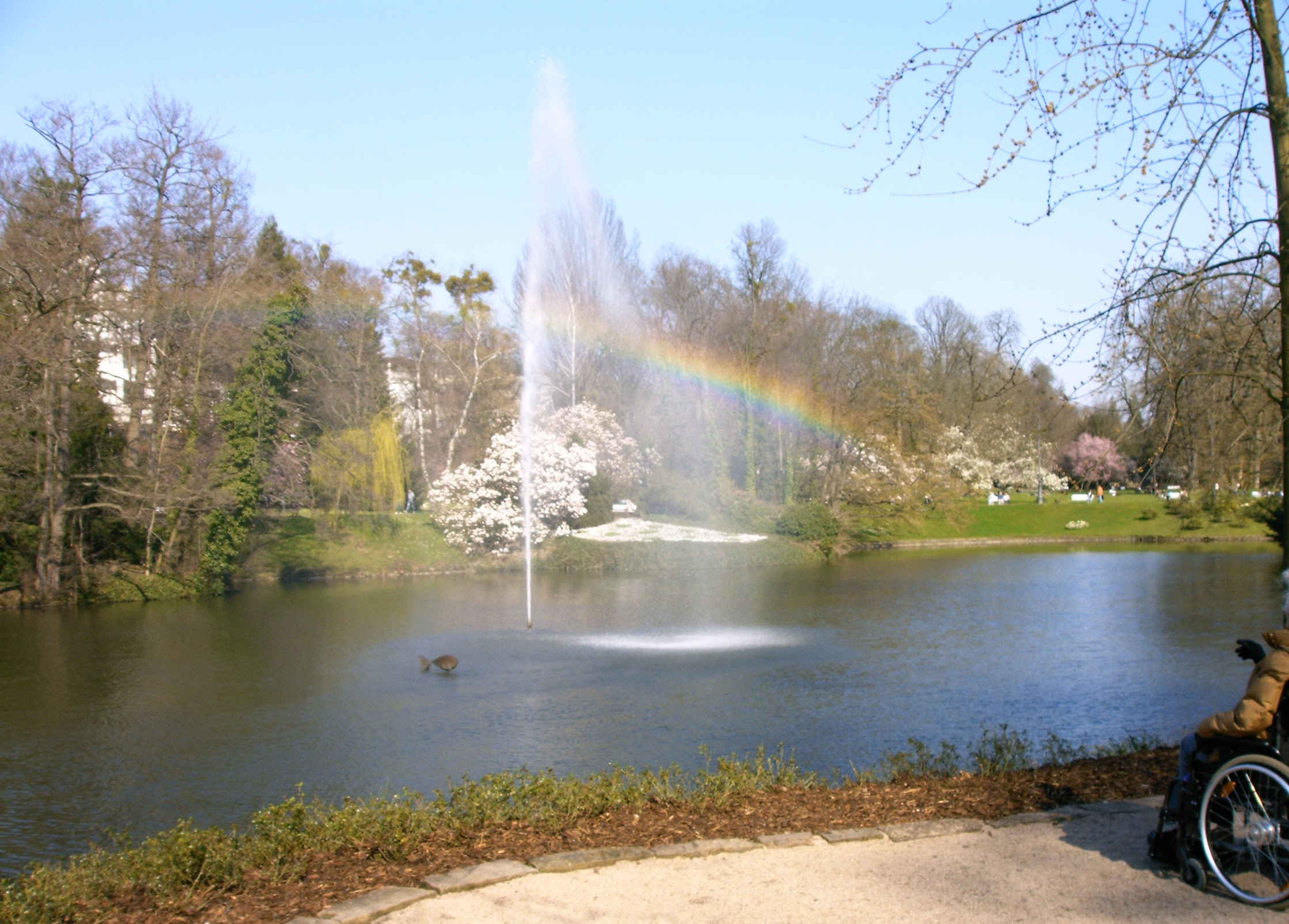
Kurparkanlage Wiesbaden
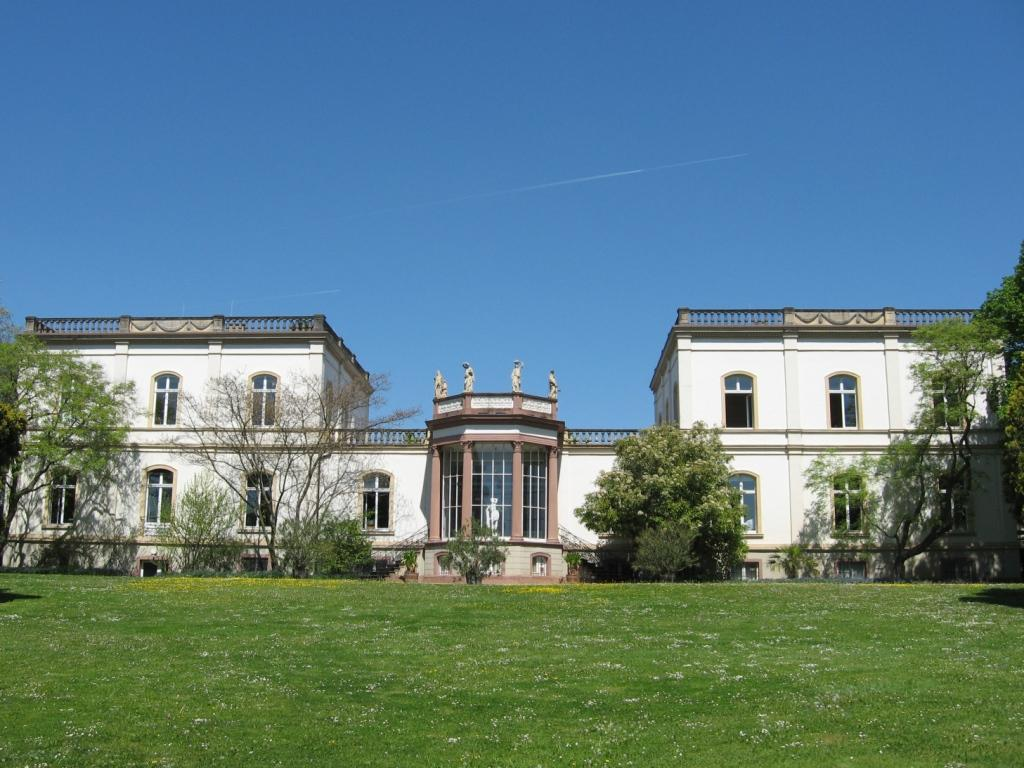
Villa Monrepos der Hochschule Geisenheim mit Parkanlage heute